# Aname robertsorum
Aname robertsorum là một loài nhện trong họ Nemesiidae.
Aname robertsorum được miêu tả năm 1985 bởi Raven.